# Bramarbas
„Bramarbas oder der großsprecherische Offizier“ ist der deutsche Titel der dänischen Komödie Jacob von Tyboe des Schriftstellers Ludvig Holberg.
Auf ihn geht der Ausdruck „bramarbasieren“ für „angeben, großtun“ zurück. Die Übersetzung und der Titel stammen von Johann Christoph Gottsched, der sie 1741 in seiner Deutschen Schaubühne veröffentlichte. Die Herkunft des Wortes ist nicht bekannt, eventuell ist es verwandt mit dem spanischen bramar, was „brüllen, toben“ bedeutet. Im heute gebräuchlichen Sinn tauchte „bramarbasieren“ erstmals 1751 in Christian Fürchtegott Gellerts Briefen vom Geschmack auf.